# Forn de calç de Palau Borrell
El Forn de calç de Palau Borrell és una obra de Viladamat (Alt Empordà) inclosa a l'Inventari del Patrimoni Arquitectònic de Catalunya.

## Descripció
Situat a ponent del nucli urbà de la població de Viladamat, al paratge de la Marrauxa, a escassa distància al sud-oest del veïnat de Palauborrell.
Restes d'un forn de calç força malmès, construït en un marge situat al costat de la font de Palau Borrell. És de planta circular, amb les parets força degradades i excavades al terreny natural de la zona, i sense coberta. La part davantera del forn presenta un arc de mig punt bastit amb maons disposats a sardinell, que està obert a la part inferior d'un mur bastit en pedra sense treballar lligada amb abundant morter de calç. A banda i banda d'aquest accés hi ha dos grans contraforts adossats al mur i bastits amb el mateix tipus d'aparell. A l'interior, les parets es veuen termoafectades degut a les altes temperatures que suportava l'estructura. El fons està completament cobert de runa i vegetació.

## Història
Segons el Catàleg de Protecció de l'Ajuntament de Viladamat, la construcció del forn de calç s'ha d'adscriure als segles XVII-XVIII.